# بازی برد-برد (فیلم)
«بازی برد-برد» (انگلیسی: Win Win) فیلمی در ژانر کمدی-درام به کارگردانی توماس مک‌کارتی است که در سال ۲۰۱۱ منتشر شد.

## بازیگران
- پل جیاماتی
- ایمی رایان
- بابی کاناوله
- جفری تامبر
- برت یانگ
- ملانی لینسکی
- مارگو مارتیندال
- مارشا هافرکت